# Linia kolejowa nr 374
Linia kolejowa nr 374 – jednotorowa, niezelektryfikowana linia kolejowa znaczenia miejscowego łącząca stację Mirosław Ujski ze stacją Piła Główna. Ruch pociągów pasażerskich na całej długości linii jest zawieszony; prowadzi się jedynie przewozy towarowe.
Dawniej linia rozpoczynała się w stacji Bzowo Goraj. Obecnie  tory na dawnym, nieeksploatowanym odcinku linii w wielu miejscach są rozkradzione.

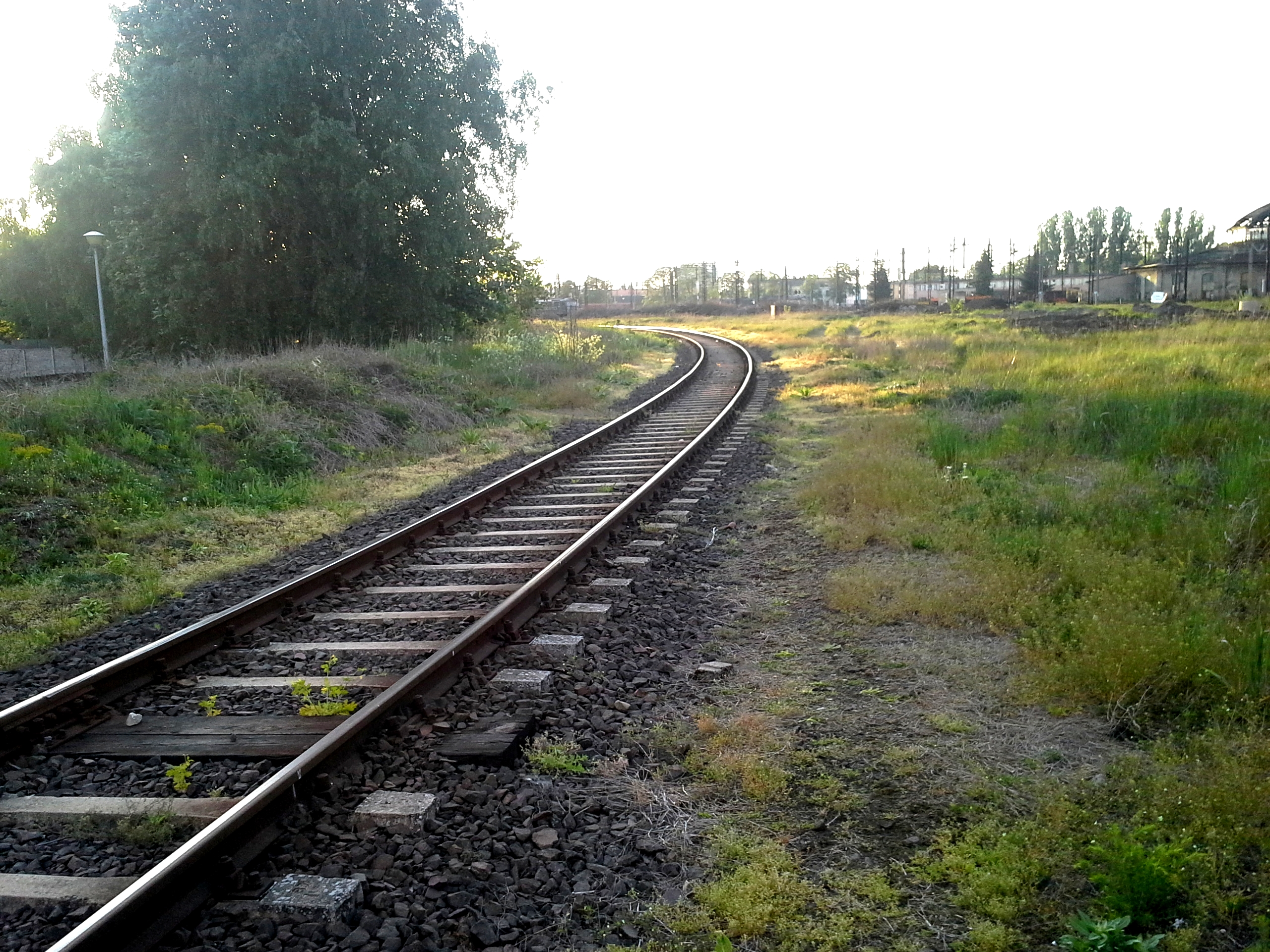
Końcowy odcinek linii na stacji Piła Główna